# Hyperbolisk funktion

Sinh (röd), cosh (grön) och tanh (blå).

Koppling mellan hyperbler och de hyperboliska funktionerna. Varje punkt på högra delen av hyperbeln har koordinaten (cosh a, sinh a) där a är dubbla rödmarkerade arean i figuren.

Inom matematiken är de hyperboliska funktionerna nära besläktade med de trigonometriska funktionerna, vilket antyds av deras benämningar:
- sinus hyperbolicus (sinh)
- cosinus hyperbolicus (cosh)
- tangens hyperbolicus (tanh)
- secans hyperbolicus (sech)
- cosecans hyperbolicus (csch)
- cotangens hyperbolicus (coth)

sech och csch används sällan.

## Definition
De hyperboliska funktionernas definitioner är
- {\displaystyle \sinh x={\frac {e^{x}-e^{-x}}{2}}}
- {\displaystyle \cosh x={\frac {e^{x}+e^{-x}}{2}}}
- {\displaystyle \tanh x={\frac {\sinh x}{\cosh x}}={\frac {e^{x}-e^{-x}}{e^{x}+e^{-x}}}}
- {\displaystyle \operatorname {sech} (x)={\frac {1}{\cosh x}}={\frac {2}{e^{x}+e^{-x}}}}
- {\displaystyle \operatorname {csch} (x)={\frac {1}{\sinh x}}={\frac {2}{e^{x}-e^{-x}}}}
- {\displaystyle \coth x={\frac {1}{\tanh x}}={\frac {e^{x}+e^{-x}}{e^{x}-e^{-x}}}}

Vid jämförelse med Eulers formler, framgår att enligt definitionerna av cosh och cos är skillnaden att vinkeln är multiplicerad med komplexa enheten i; motsvarande gäller för sin och sinh:
- {\displaystyle \cosh(x)=\cos(ix),\qquad \cosh(ix)=\cos(x)}
- {\displaystyle \sinh(x)=-i\sin(ix),\qquad \sinh(ix)=i\sin(x)}

och därmed kan de trigonometriska funktionerna – ur ett analytiskt perspektiv – betraktas som utvidgningar av de hyperboliska funktionerna till det komplexa talplanet. Ur ett geometriskt perspektiv är dock de trigonometriska funktionerna mer grundläggande och man kan då – ur denna synvinkel – betrakta de hyperboliska funktionerna som utvidgningar till det komplexa talplanet av trigonometriska funktioner.

## Taylorserie
Utveckling av sinh och cosh i en taylorserie kan göras med hjälp av serieutvecklingar av exponentialfunktionen:
{\displaystyle \sinh(x)=\sum _{k=0}^{\infty }{\frac {x^{2k+1}}{(2k+1)!}}\qquad \cosh(x)=\sum _{k=0}^{\infty }{\frac {x^{2k}}{(2k)!}}}

## Identiteter
Motsvarigheten till trigonometriska ettan, kallad hyperboliska ettan:
{\displaystyle \cosh ^{2}x-\sinh ^{2}x=1}
sinh är udda, cosh är jämn:
{\displaystyle \cosh(-x)=\cosh x}
{\displaystyle \sinh(-x)=-\sinh x}
Summor:
{\displaystyle \sinh {(x+y)}=\sinh {(x)}\cdot \cosh {(y)}+\cosh {(x)}\cdot \sinh {(y)}}
{\displaystyle \sinh {(x-y)}=\sinh {(x)}\cdot \cosh {(y)}-\cosh {(x)}\cdot \sinh {(y)}}
{\displaystyle \cosh {(x+y)}=\cosh {(x)}\cdot \cosh {(y)}+\sinh {(x)}\cdot \sinh {(y)}}
{\displaystyle \cosh {(x-y)}=\cosh {(x)}\cdot \cosh {(y)}-\sinh {(x)}\cdot \sinh {(y)}}

## Inversa funktioner
De hyperboliska funktionernas inverser benämns area hyperbolicus eller arcus hyperbolicus. Dock kan varje sådan invers-funktion skrivas med hjälp av logaritmer:
- {\displaystyle \operatorname {arcsinh} x=\ln(x+{\sqrt {x^{2}+1}})}
- {\displaystyle \operatorname {arccosh} x=\ln(x+{\sqrt {x^{2}-1}})}
- {\displaystyle \operatorname {arctanh} x={\frac {1}{2}}\cdot \ln \left({\frac {1+x}{1-x}}\right)}

Speciellt gäller att arcsinh är entydigt definierad för hela ℝ till skillnad från inverserna av de trigonometriska funktionerna där man undviker flertydighet genom att införa begreppet principalvärde.

## Derivator
{\displaystyle {\frac {d}{dx}}\sinh(x)=\cosh(x)\,}
{\displaystyle {\frac {d}{dx}}\cosh(x)=\sinh(x)\,}
{\displaystyle {\frac {d}{dx}}\tanh(x)=1-\tanh ^{2}(x)\,}
{\displaystyle {\frac {d}{dx}}\coth(x)=1-\coth ^{2}(x)\,}
{\displaystyle {\frac {d}{dx}}\ {\hbox{csch(x)}}=-\coth(x)\ {\hbox{csch(x)}}\,}
{\displaystyle {\frac {d}{dx}}\ {\hbox{sech(x)}}=-\tanh(x)\ {\hbox{sech(x)}}\,}
{\displaystyle {\frac {d}{dx}}\operatorname {arcsinh} (x)={\frac {1}{\sqrt {x^{2}+1}}}}
{\displaystyle {\frac {d}{dx}}\operatorname {arccosh} (x)={\frac {1}{\sqrt {x^{2}-1}}}}
{\displaystyle {\frac {d}{dx}}\operatorname {arctanh} (x)={\frac {1}{1-x^{2}}}}
{\displaystyle {\frac {d}{dx}}\operatorname {arccsch} (x)=-{\frac {1}{\left|x\right|{\sqrt {1+x^{2}}}}}}
{\displaystyle {\frac {d}{dx}}\operatorname {arcsech} (x)=-{\frac {1}{x{\sqrt {1-x^{2}}}}}}
{\displaystyle {\frac {d}{dx}}\operatorname {arccoth} (x)={\frac {1}{1-x^{2}}}}